# Ада білокрилий
А́да білокрилий (Knipolegus aterrimus) — вид горобцеподібних птахів родини тиранових (Tyrannidae). Мешкає в Південній Америці. Бразильський ада раніше вважався підвидом білокрилого ади.

## Опис
Довжина птаха становить 16-18 см, вага 14,8–24,5 г. Самці мають повнюсто чорне, металево-блискуче забарвлення з широкою білою смугою на внутрішній стороні крила. Самиці маюють сіро-коричневе забарвлення, на крилах дві світлі смуги. Хвіст рудуватий, довгий, східчастий.

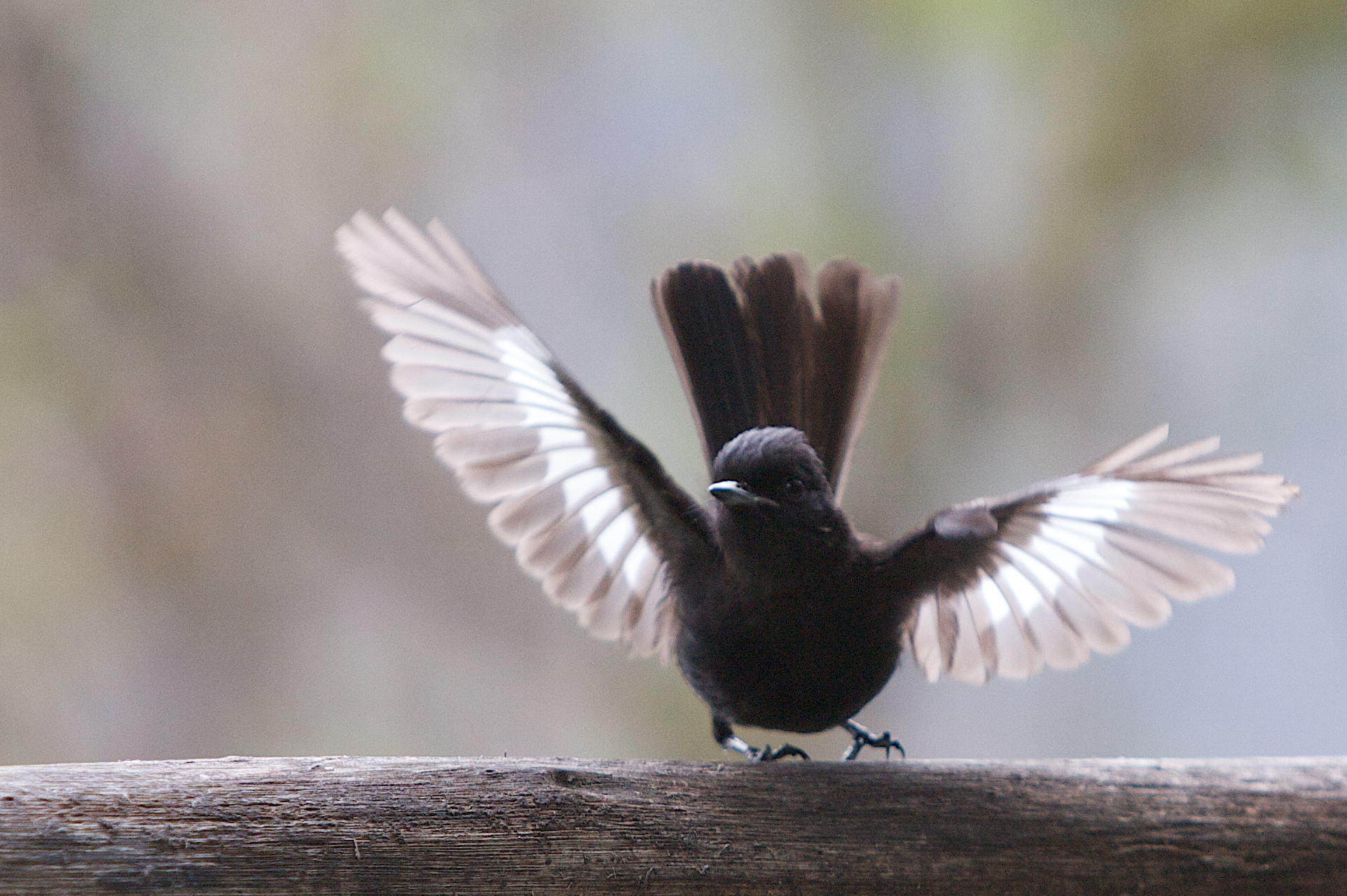
Білокрилий ада

## Підвиди
Виділяють три підвиди:
- K. a. heterogyna Berlepsch, 1907 — долина річки Мараньйон на півночі Перу (від півдня Кахамарки до Анакаша);
- K. a. anthracinus Heine, 1860 — південь Перу і північний захід Болівії (Ла-Пас);
- K. a. aterrimus Kaup, 1853 — південь Болівії, захід Аргентини.

Деякі дослідники вважають підвид K. a. heterogyna окремим видом Knipolegus heterogyna.

## Поширення і екологія
Білокрилі ади поширені в Перу, Болівії і Аргентині. В негніздовий період вони трапляються в Парагваї, Уругваї, Чилі і Бразилії. Живуть в гірських тропічних лісах і чагарникових заростях.

## Поведінка
Білокрилі ади харчуються комахами, яких ловлять в польоті. В кладці 3-4 яйця, інкубаційний період триває 20 днів.